# Abandon All Ships
Abandon All Ships (рус. Покинуть все корабли) — канадская электроникор-группа. Была основана в 2006 году. Изначально подписана на лейбл Rise Records, позже группа также подписала контракт с лейблом Universal Music Canada. Группа выпустила мини-альбом в 2009 году, а после подписывания на лейбл Rise Records выпустила три альбома: Geeving в 2010 году, Infamous в 2012 и Malocchio в 2014 . 15 августа 2014 на официальной странице группы в Facebook было опубликовано сообщение о распаде коллектива. 6 февраля 2016 года в преддверии юбилейного концерта в Торонто, посвящённом пятилетию выхода дебютного альбома Geeving, группа выпустила новый сингл/клип «Loafting». В данный момент участники занимаются собственными проектами.

## История

### Формирование и появление на Disband (2006—2009)
Abandon All Ships была основана в 2006 году в Торонто, Онтарио, первоначально исполняя каверы на песни Norma Jean. Большинство участников группы посещали католическую школу Данте Алигьери, в том числе вокалист Анджело Айта, клавишник Себастьян Касси-Нуньес и гитарист Дэвид Стивенс и все они итальянского происхождения. Трое только начали группу, чтобы играть на концертах, и их карьера оттуда выросла, в конечном итоге добавив местных друзей из Торонто Мартина Брода и Франческо Паллотта, чтобы заполнить места для барабанов и баса.
Примерно в 2007 году к группе присоединился Ник Фиорини, который играл на ритм-гитаре. К 2008 году группа выпустила четыре демо-песни в Интернете, которые были «Megawacko», «When Dreams Become Nightmares», «Brendon’s Song» и «Pedestrians Is Another Word for Speedbump». Поднявшись на сцену в Торонто, группа в конце концов гастролировала и открывала для многих более крупных групп своего жанра или родной страны, таких как Silverstein. К концу 2008 года Ник Фиорини расстался с группой и был заменён на Эндрю Пайано. К тому времени группа записала свой одноимённый EP.
Широко считалось, что Abandon All Ships — христианская группа, но это противоречиво из-за регулярного использования в своих песнях ненормативной лексики и внушительных текстов и, в конечном итоге, решило, что, хотя большинство участников являются христианами, группа не является христианской. Abandon All Ships стали популярными в Интернете через Myspace, и их популярность возросла после их появления в канадской телевизионной программе MuchMusic Disband на ранних этапах их карьеры

### Geeving(2009—2010)
В конце 2009 года Дэвид Стивенс и Франческо Паллотта решили закончить свою карьеру в группе. Кайлер Браун был добавлен, чтобы быть на роли главной гитары, также как и брат Эндрю Пайано, Дэниела Пайано. В начале 2010 года группа была подписана на Underground Operations, Rise Records и Velocity Records. Они выпустили свой первый сингл «Take One Last Breath», ранее называвшийся «Pedestrians Is Another Word for Speedbumps», 29 июня 2010 г .; Премьера музыкального клипа состоялась в тот же день. Они играли на Bluesfest 2010 в Оттаве, Онтарио. На фестивале они сыграли несколько новых песен, в том числе «Geeving», «Guardian Angel» с участием Лены Катиной из российской группы tATu «Maria (I Like It Loud)» и их первый сингл «Take One Last Breath». который был представлен в грядущем альбоме Geeving.
Сингл «Megawacko 2.0» был выпущен в iTunes 24 августа 2010 года вместе с музыкальным видео, премьера которого состоялась в тот же день на MuchMusic. К сентябрю того же года, на песню «Bro My God»", также состоялась премьера онлайн-трансляции. Abandon All Ships с их растущей популярностью были включены в тур Monument с 29 октября 2010 года по 5 декабря 2010 года с Miss May I, Sleeping with Sirens, The Crimson Armada, и Bury Tomorrow. Этот тур должен был включать в себя группу Confide, но они покинули тур, а затем распались

### Нестабильность состава и Infamous (2011—2012)
24 января 2011 года ведущий гитарист Кайлер Браун покинул группу. Браун оставил запись в своём профиле на Facebook, в которой говорилось: "Я покинул AAS из-за того, что по своей личной причине не имею никакого отношения к кому-либо из группы лично. Все ребята мне близки, но моё сердце больше не было в этом. Благодарю всех вас за всю любовь и поддержку, и я желаю вам всего наилучшего. "
Место Брауна на гастролях занял ведущий гитарист Дэниел Чиккотелли. Abandon All Ships приняли участие в Vans Warped Tour 2011 на восточном участке.
14 июля 2011 года братья Пайано, Эндрю (ритм-гитара) и Даниэль (ударные), покинули группу. Остальные участники объяснили: «Ну, если вы ещё не слышали новости, Эндрю и Дэн Пайано не будут продолжать работу в составе» Abandon All Ships «по личным причинам, которые я не хотел бы затрагивать в данный момент и время».
18 января 2012 года группа объявила, что находится в процессе записи своего второго студийного альбома. Название было объявлено как Infamous, и он был выпущен 3 июля 2012 года. Видео для его заглавного трека было выпущено 1 мая, его окружение и направление были описаны как «very Toronto».
29 ноября 2012 года группа была объявлена в качестве поддержки европейско-британского тура For the Fallen Dreams, начинающегося в марте, вместе с другими артистами, выступающими в поддержку Dream On Dreamer и No Bragging Rights. 14 декабря барабанщик Крис Тейлор объявил о том, что покинул группу в видео, которое было загружено на YouTube.
5 августа было объявлено, что группа отправится в короткое турне с Dance Gavin Dance и Stolas, начиная с конца августа, а 15-го числа того же месяца гитарист Дэн Чико объявил, что покинул группу, чтобы продолжить сольную карьеру.

### Malocchio, и распад (2013—2014)
Группа объявила о своём третьем полнометражном альбоме Malocchio 20 декабря 2013 года, который был выпущен в 2014 году. Наряду с анонсом группа транслирует свой первый сингл альбома, «Reefer Madness», на YouTube . и 30 декабря 2013 года группа объявила трек-лист через Facebook.
25 января 2014 года группа выпустила второй сингл своего нового альбома «Cowboys».
Abandon All Ships объявили о своём распаде 15 августа 2014 года и сыграли свой последний концерт 25 сентября в Торонто с нынешними и бывшими участниками. Анжело Аита и Себастьян Кассиси-Нунез сформировали новую группу Sine of the Lion. Мартин Брода собрал группу под названием Curses. Выпустив мини-альбом «The Bridge», позднее он распустил коллектив и начал новый проект Cherry Pools.

### Реформирование и новый сингл (2016)
Было объявлено, что группа реформировалась, чтобы выпустить один новый сингл под названием «Loafting», в котором представлен состав группы, который был включён во время записи их дебютного альбома Geeving, за исключением лид-гитариста Кайлера Брауна. Дэниел Чиккотелли, который был гитаристом с 2011 по 2013 год и участвовал в записи «Infamous», с тех пор вернулся на эту должность

### Воссоединение (2020)
23 октября 2020 года группа написала о возможности их воссоединения на своей странице в Facebook. 30 октября группа выпустила свою песню «Maria (I Like It Loud)» на своей странице в Facebook. 3 ноября группа выпустила «We’ll Be Fine» на стриминговых сервисах.

### Музыкальный стиль
Третий альбом группы включает в себя элементы из их первого и второго альбома, в то же время добавляя новые элементы в миксе, поскольку клавишник Себастьян Кассиши-Нуньес оказал большее влияние на EDM. Грегори Хини из Allmusic охарактеризовал группу как «группу электроники, которая объединила металкор с EDM», кроме того, заявив, что они "объединяют элементы электронной музыки, постхардкорного и технического металла в странно торжествующий гибрид

## Христианский ярлык группы
Abandon All Ships — это не христианская группа, хотя в музыке группы присутствуют христианские темы. Также примечательно, что, несмотря на включение этих христианских тем в их музыку, тексты песен группы также часто содержат ненормативную лексику. Кроме того, название их альбома, Geeving, взято из определения слова в Urban Dictionary, который прямо гласит: «Мне наплевать. Не волнуйся. Оставь меня в покое. Спасибо, Geeving».

## Дискография
Студийные альбомы
| Год  | Альбом                                                                                                | Высшая позиция в чартах | Высшая позиция в чартах | Высшая позиция в чартах |
| Год  | Альбом                                                                                                | CAN                     | US 200                  | US Heat                 |
| ---- | --- | ----------------------- | ----------------------- | ----------------------- |
| 2010 | Geeving - Релиз: 5 октября 2010 - Лейбл: Universal Music Canada - Формат: CD, цифровая дистрибуция    | 27                      | —                       | 16                      |
| 2012 | Infamous - Релиз: 3 июля 2012 - Лейбл: Universal Music Canada - Формат: CD, цифровая дистрибуция      | 54                      | 142                     | 3                       |
| 2014 | Malocchio - Релиз: 11 февраля 2014 - Лейбл: Universal Music Canada - Формат: CD, цифровая дистрибуция |                         |                         |                         |

EP
| Год  | Детали                                                                  |
| ---- | ----------------------------------------------------------------------- |
| 2009 | Abandon All Ships - Релиз: 17 июля 2009 - Лейбл: саморелиз - Формат: CD |

## Музыкальный стиль
Abandon All Ships играют металкор с элементами электроники, в особенности электропопа, транса, синтипопа, танцевального попа и дабстепа. Их стиль можно описать как электроникор. В некоторых «лёгких» песнях они используют элементы хип-хопа и R&B.

## Состав
Последний состав
- Анджело Аита — экстрим-вокал (2006—2014, 2016)
- Себастьян Кассиси-Нунез — клавишные (2006—2014, 2016)
- Мартин Брода — чистый вокал (2006—2014, 2016), бас-гитара (2009—2014, 2016), ударные (2006—2009)
- Эндрю Пейано — гитара (2008—2011, 2016)
- Дэниел Пейано — ударные (2009—2011, 2016)
- Даниель Киккотелли — гитара (2011—2013, 2016)

Другие участники
- Кайлер Стивен Браун — гитара, бэк-вокал (2009—2011, 2013—2014)
- Ник Файорини — бас-гитара (2009)
- Франческо Палотта — бас-гитара (2006—2009)
- Дэвид Стифенс — гитара, бэк-вокалы (2006—2009)
- Крис Тэйлор — ударные (2011—2013)
- Мелвин Мюррей — ударные (2013—2014)